# Samuel Shem
Samuel Shem es el pseudónimo del psiquiatra estadounidense Stephen J. Bergman (n. 1944). Su carrera como novelista es, sin embargo, más conocida que su trayectoria médica, gracias a sus dos novelas: La casa de Dios (1978) y Monte Miseria (1997). Aunque se trata de obras de ficción, están basadas directamente en sus experiencias como interno hospitalario la primera, y como residente de psiquiatría hospitalaria la segunda. 
Tras obtener, como su personaje el doctor Roy G. Basch, una Beca Rhodes en Oxford, en 1966, y tras iniciar su especialización en cardiología, algo que también tiene su reflejo en La casa de Dios, Bergman se decidió por la psiquiatría a la vez que, contra las chanzas de su mentor Denis Noble, empezaba su carrera paralela como escritor. 
Desde 2005, Bergman es director del departamento de Psiquiatría Clínica en la Universidad de Harvard. Según su editora en España, La casa de Dios ha vendido a lo largo de sus casi 30 años de historia más de dos millones de ejemplares, y es apodada La Biblia por los estudiantes de Medicina de todo el territorio estadounidense, aunque ha sido traducida a la mayoría de los idiomas europeos. 

## Obra publicada
- La casa de Dios (The house of God) (1978)
- Fine (1985)
- Monte Miseria (Mount Misery) (1979)
- Bill W. and Dr. Bob (obra teatral sobre los fundadores de Alcohólicos Anónimos, Bill W. y Dr. Bob, 1990) - no traducida al español
- We have to talk: Healing dialogues between men and women (con su esposa Janet Surrey, 1999)